# شيريل بولك
شيريل بولك (بالإنجليزية: Cheryl Pollak)‏ هي منتجة أفلام ومخرجة وممثلة أمريكية، ولدت في 31 أغسطس 1967 بسكوتسديل في الولايات المتحدة.

## وصلات خارجية
- شيريل بولك على موقع IMDb (الإنجليزية)
- شيريل بولك على موقع ألو سيني (الفرنسية)
- شيريل بولك على موقع أول موفي (الإنجليزية)
- شيريل بولك على موقع قاعدة بيانات الأفلام السويدية (السويدية)
- شيريل بولك على موقع قاعدة بيانات الفيلم (الإنجليزية)
- شيريل بولك على موقع كينوبويسك (الروسية)